# 欧几里得引理
在数论中，欧几里得引理是在欧几里得《几何原本》第七卷的命题30中提出的定理。這個引理說明：
如果一个正整数整除另外两个正整数的乘积，第一个整数与第二个整数互质，那么第一个整数整除第三个整数。
可以这样表达这个引理：
如果a|bc ，gcd(a,b)=1 那么 a|c。
命题30是这样说的：
如果一个素数整除两个正整数的乘积，那么这个素数可以至少整除这两个正整数中的一个。
如果 p|bc 那么 p|b 或者 p|c。

## 命题30的证明
设p|ab，但p不是a的因子。于是，可设{\displaystyle rp=ab\!}，其中r|ab。由于p是質数，且不是a的因子，gcd(a,p)=1。这就是说，可以找到两个整数x和y，使得{\displaystyle 1=px+ay\!}（貝祖定理）。两边乘以b，可得：
{\displaystyle b=b(px+ay)\!}
{\displaystyle b=bpx+bay\!}.
前面已经说了{\displaystyle rp=ab\!}，因此：
{\displaystyle b=bpx+rpy\!}
{\displaystyle b=p(bx+ry)\!}.
所以，p|b。这就是说，p要么整除a，要么整除b，要么都能整除。证毕。